# ヘルムート・ホビラー
ヘルムート・ホビラー（Helmut Howiller、1943年6月27日 - 2024年5月3日）は、旧東ドイツの柔道選手。ポーランドのウッチ出身。階級は軽重量級。身長183cm。

## 人物
東ドイツの選手として、1963年から2年連続してヨーロッパ選手権無差別で3位になった。1968年にはヨーロッパ選手権の軽重量級で2位になった。1969年の世界選手権では7位だった。1971年のヨーロッパ選手権で優勝すると、世界選手権でも銅メダルを獲得した。1972年のミュンヘンオリンピックでは準々決勝でブラジルのチアキ・イシイに敗れて5位に終わった。

## 主な戦績
- 1963年 - ヨーロッパ選手権　無差別　3位
- 1964年 - ヨーロッパ選手権　無差別　3位
- 1967年 - ポーランド国際　優勝
- 1968年 - ポーランド国際　優勝
- 1968年 - ヨーロッパ選手権　2位
- 1969年 - ポーランド国際　2位
- 1969年 - 世界選手権　7位
- 1971年 - ヨーロッパ選手権　優勝
- 1971年 - 世界選手権　3位
- 1972年 - ミュンヘンオリンピック　5位